# Bernat de Corbera
Bernat de Corbera (einde 15de eeuw - eerste helft 16de eeuw, zijn juiste geboorte- en sterfdatum zijn niet bekend) was een kanunnik van het kapittel van Barcelona. Op  22 juli 1518 werd hij door de Corts Catalanes verkozen als de 49ste president van de Generalitat de Catalunya. Een functie die hij tot 1521 zal uitvoeren
Tijdens zijn mandaat wordt Keizer Karel V gekroond. Na zijn blijde intrede in Barcelona op 14 februari 1519, zweert Karel V 's anderendaags plechtig dat hij zal regeren "in nauwe samenwerking met de weledele koningin Johanna van Castilië". Dat valt niet in de smaak van de afgevaardigden van de Catalaanse standen en ook de wijze waarop hij de Corts wil samenroepen zorg voor wrijvingen.
Zijn triënnaat wordt verder gekenmeerd door een pestepidemie van 1519 tot 1520 en een antal misoogsten die voor veel miserie in het Catalaanse prinsdom zorgen. De fiscale druk is hoog en veel edelen stellen het betalen van het haardstedengeld (fogatge) uit of betalen niet. Steden zoals Girona en Agramunt vragen uitstel en de stad Vic verklaard zich insolvent. De heersende klassen vrezen dat de combinatie van ziekte en armoede tot revoltes zal leiden, zoals al gebeurd was in het zuidelijker Land van València. De opstand beperkt zich echter tot opstootjes in 1520 in Cambrils en Tàrrega.